# Brahim Serradj
Brahim Serradj (en arabe : براهيم سراج) est un footballeur international algérien né le 30 août 1983 à Oran. Il évoluait au poste d'arrière droit.

## Biographie

### En club
Il évolue en première division algérienne avec le club du MC Oran, où il a passé la majeure partie de sa carrière footballistique. Il dispute 79 matchs en Ligue 1.

### En sélection
Il joue deux matchs en équipe d'Algérie en 2004 lors de la CAN 2004 en Tunisie. Son premier match a lieu 29 janvier 2004 contre l'Égypte (victoire 2-1). Son dernier match a lieu 3 février 2004 contre le Zimbabwe (défaite 1-2).